# Hercostomus nudiusculus
Hercostomus nudiusculus är en tvåvingeart som beskrevs av Yang 1999. Hercostomus nudiusculus ingår i släktet Hercostomus och familjen styltflugor.
Artens utbredningsområde är Sichuan (Kina). Inga underarter finns listade i Catalogue of Life.